# Abdicação de João Carlos de Espanha
A abdicação de João Carlos I de Espanha foi anunciada em 2 de junho de 2014 e oficializada em 19 de junho do mesmo ano. Em 18 de junho foi publicada a Lei Orgânica 3/2014, que regula o processo abdicatório no Boletim Oficial do Estado. A abdicação foi aprovada pelas Cortes Gerais, conforme o estabelecido pela Constituição espanhola.
Foi a sétima abdicação de um monarca espanhol, sendo a quarta abdicação voluntária de um monarca reinante. A Lei orgânica aprovada pelas Cortes Gerais foi sancionada pelo rei João Carlos e referendada pelo Presidente do Governo da Espanha, Mariano Rajoy. O ato oficial de assinatura ocorreu em 18 de junho, o mesmo dia da ratificação, no Palácio Real de Madrid - sede oficial da monarquia espanhola - e a nota foi publicada às 00:00 horas do dia 19 de junho, momento em que se efetivou a abdicação e o então Príncipe das Astúrias tornou-se o novo Rei.
Segundo o estabelecido pela lei, João Carlos I permanecerá com o tratamento de "Rei" de forma vitalícia e será incumbido das funções que exclusivamente seu sucessor lhe atribuir. Em 19 de junho, o Príncipe das Astúrias foi aclamado Rei da Espanha sob o nome real de Felipe VI de Espanha em uma cerimônia protocolar no Palácio das Cortes, sede do parlamento.

## Antecedentes

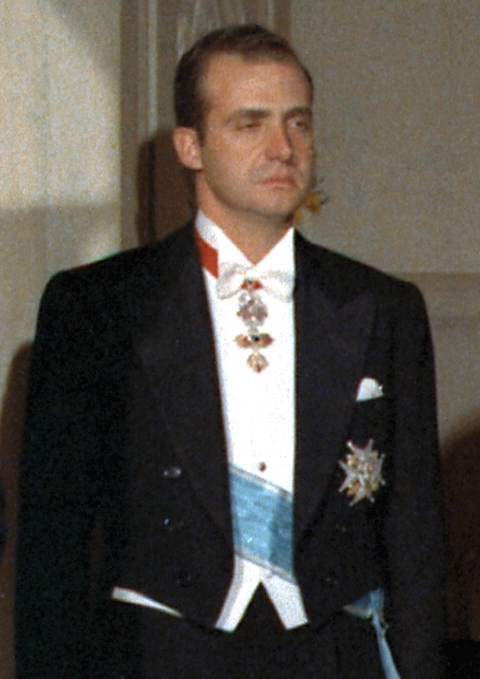
O então Príncipe João Carlos em visita oficial aos Estados Unidos, 1971.

Figura fundamental da Transição espanhola, o rei João Carlos I renunciou voluntariamente aos poderes que havia recebido de Francisco Franco para alavancar o processo de redemocratização do país. Foi proclamado rei em 1975, após a morte de Franco. O monarca sempre considerava que "reis não abdicam, morrem na cama", expressando seu desejo de permanecer no trono até seus derradeiros anos. O fato da abdicação, portanto, surpreendeu o povo espanhol, bem como o mundo inteiro.
Durante o processo de redemocratização, João Carlos renunciou aos poderes franquistas e optou por governar como um monarca parlamentarista com poderes simbólicos previamente estabelecidos pela Constituição de 1978. Nos primeiros anos de seu reinado, abortou uma tentativa de golpe de Estado e inúmeras pressões de grupos opositores à transição política. Por seu envolvimento e liderança no processo político, popularizou a frase: "Eu não sou monárquico, sou 'juancarlista'".
A partir de meados de 2011, a imagem pública do rei, ainda que mais positiva do que as demais instituições públicas espanholas, tornava-se cada vez mais impopular devido principalmente ao Caso Nóos (envolvendo Iñaki Urdangarin e Cristina de Bourbon). Outro incidente prejudicial à popularidade do rei foi sua viagem de caça a Botswana, pela qual a família real lamentou publicamente.
A abdicação de João Carlos ocorreu em meio a outras transições sucessórias no continente europeu, dentre as quais a renúncia do papa Bento XVI e as abdicações de Beatriz dos Países Baixos, Hamad bin Khalifa do Qatar e Alberto II da Bélgica. Todas estas ocorridas no ano de 2013.

## Processo de abdicação

### Declaração institucional
Às 9:30 da manhã de 2 de junho de 2014, a Presidente do Governo espanhol convocou uma coletiva de imprensa no Palácio da Moncloa, para uma declaração institucional de Mariano Rajoy. Devido à subitaneidade da convocação, muitos meios midiáticos já previam uma crise institucional provocada pelos resultados das eleições europeias; a possibilidade, no entanto, foi rapidamente descartada. Às 10:30 da manhã, após alguns jornais publicarem previamente a notícia, o Primeiro-ministro Mariano Rajoy deu a declaração institucional sobre a abdicação de João Carlos I.
| “ | Sua Majestade, o Rei Juan Carlos acaba de me expressar seu desejo de renunciar ao trono e abrir o processo sucessório. Os motivos que o levaram a tal decisão é algo que Sua Majestade deseja comunicar pessoalmente a todos os espanhóis ainda no decorrer desta semana. | ” |

Por sua vez, o documento oficial pelo qual o Rei formalizou sua abdicação à Coroa foi publicado pela Casa Real minutos após a declaração de Rajoy. O documento assim estabelece:
| “ | Palácio da Zarzuela, 2 de junho de 2014. Aos efeitos constitucionais procedentes, assim como a escritura que leio, assino e entrego ao Senhor Presidente do Governo este ato, mediante ao cual o comunico minha decisão de abdicar da Coroa de Espanha. O Rei de Espanha Dom Juan Carlos I de Bourbon | ” |

### Aprovação no Congresso
Em 11 de junho, o Congresso dos Deputados aprovou por ampla maioria o projeto de lei orgânica pela qual se efetivou a abdicação de João Carlos I. Dos 350 deputados, 299 votaram a favor, 19 votaram contra a abdicação e 23 se abstiveram. A sessão plenária da câmara baixa se iniciou com o acordo de tramitação direta de leitura único da projeto de lei apresentado pelo Governo. O projeto foi exposto pelo próprio Presidente do Governo, Mariano Rajoy, e o debate subsequente foi dirigido pelos representantes dos grupos parlamentares.
Ao fim da rodada de debates, foram votadas as emendas ao projeto apresentado pelo grupo La Izquierda Plural, que continham desde um referendo para eleger entre um sistema republicano ou monárquico até outras medidas propostas, pelo Bloco Nacionalista Galego e pela Esquerda Republicana da Catalunha. As emendas foram rejeitadas pela assembleia. Em seguida, foi votado o projeto de lei orgânica. Durante a votação que se seguiu alguns deputados da Esquerda Plural defenderam um governo republicano, enquanto outros ligados ao ERC manifestaram-se a favor da independência catalã. Também se destacaram três deputados do Grupo Socialista que romperam a disciplina de voto: um com uma abstenção, enquanto outros dois não participaram da votação.

### Aprovação no Senado
A lei orgânica que estabelece a abdicação João Carlos foi aprovada no Senado, a 17 de junho de 2014. O debate subsequente, em que intervieram senadores representantes dos grupos parlamentares, teve início com as propostas de veto apresentadas pelos partidos Esquerda Unida, Esquerda Republicana da Catalunha e Iniciativa pela Catalunha Verdes. Em seguida, os porta-vozes de cada grupo parlamentar apresentaram suas perspectivas sobre a medida. A sessão foi encerrada com votação das propostas de veto, que foram rejeitadas, e a aprovação da lei orgânica por 233 votos a favor, 5 contra e 20 abstenções dos 266 senadores.

### Proclamação de Felipe VI
Seguinte à abdicação real, o primogênito varão herda a chefia de Estado, sendo neste caso o então príncipe Filipe. A proclamação do novo monarca sob o nome real de Felipe VI de Espanha ocorreu em 19 de junho, dois dias após a aprovação da lei orgânica pelas Cortes Gerais.
Uma vez investido rei, sua primogênita, Leonor de Bourbon, o sucedeu como Princesa das Astúrias e herdeira do trono espanhol; sendo, até o momento, a mais jovem herdeira direta do continente europeu.

## Reações

### Países estrangeiros
- Alemanha - A Chanceler Angela Merkel elogiou o papel político de João Carlos após o anúncio de sua decisão de abdicar em favor de seu filho. Steffen Seibert, porta-voz do governo alemão, afirmou que o rei teve um "papel histórico na transação da Espanha para a democracia".[25]
- Bélgica - O primeiro-ministro belga, Elio Di Rupo, agradeceu particularmente a João Carlos pelo estreitamento das relações diplomáticas entre os dois países durante seu reinado. Em nome do governo, Di Rupo destacou o "importante papel que desempenhou durante o restabelecimento da democracia na Espanha".[26]
- Brasil - Em cerimônia no Palácio da Alvorada, a Presidente Dilma Rousseff afirmou que "gentileza" e "simpatia pelo Brasil" são marcas memoráveis de João Carlos.[27]
- Estados Unidos - Por meio de uma nota, a Casa Branca elogiou a extensa trajetória do monarca. "Em seu distinguido reinado, o rei João Carlos liderou a história transição da Espanha à democracia, permitindo que o país assumisse a liderança mundial em vários aspectos e em um forte aliado da OTAN", afirmava a nota.[28]
- Itália - O Presidente Giorgio Napolitano expressou sua amizade com o Rei e destacou seu "antigo e profundo" vínculo com o país. Uma nota emitida pelo Palácio do Quirinal também relembrou o papel do soberano "na afirmação da democracia em seu país após o Franquismo".[29]
- Portugal - O Presidente da República Aníbal Cavaco Silva enviou uma mensagem ao Rei destacando "a profunda emoção que sentiu ao receber a notícia" e o profundo reconhecimento de Portugal pelo "empenho pessoal" de João Carlos "nas relações entre os dois países".[30]
- Reino Unido - O Primeiro-ministro britânico David Cameron destacou a contribuição de João Carlos à democracia na Espanha. Cameron afirmou que os esforços de João Carlos na transição pacífica à democracia.[31]

### Organizações
A Organização das Nações Unidas e a União Europeia emitiram comunicados oficiais sobre a abdicação de João Carlos.
O Secretário-geral, Ban Ki-moon, expressou sua gratidão ao rei Juan Carlos por seu "compromisso pessoal e valiosas contribuições" ao trabalho das Nações Unidas, citando a Aliança de Civilizações e os Objetivos de Desenvolvimento do Milênio. Ban Ki-moon mencionou também seu "destacável serviço público" e seu "papel fundamental" na transição política à democracia. A nota também cita o Príncipe das Astúrias, desejando-lhe "sucesso no exercício da importante função".
Da mesma forma, o Presidente da Comissão Europeia, José Manuel Barroso, elogiou o papel do rei João Carlos como "artífice e defensor da democracia", destacando sua contribuição ao Europeísmo e à modernidade espanhola.

### Movimentos republicanos

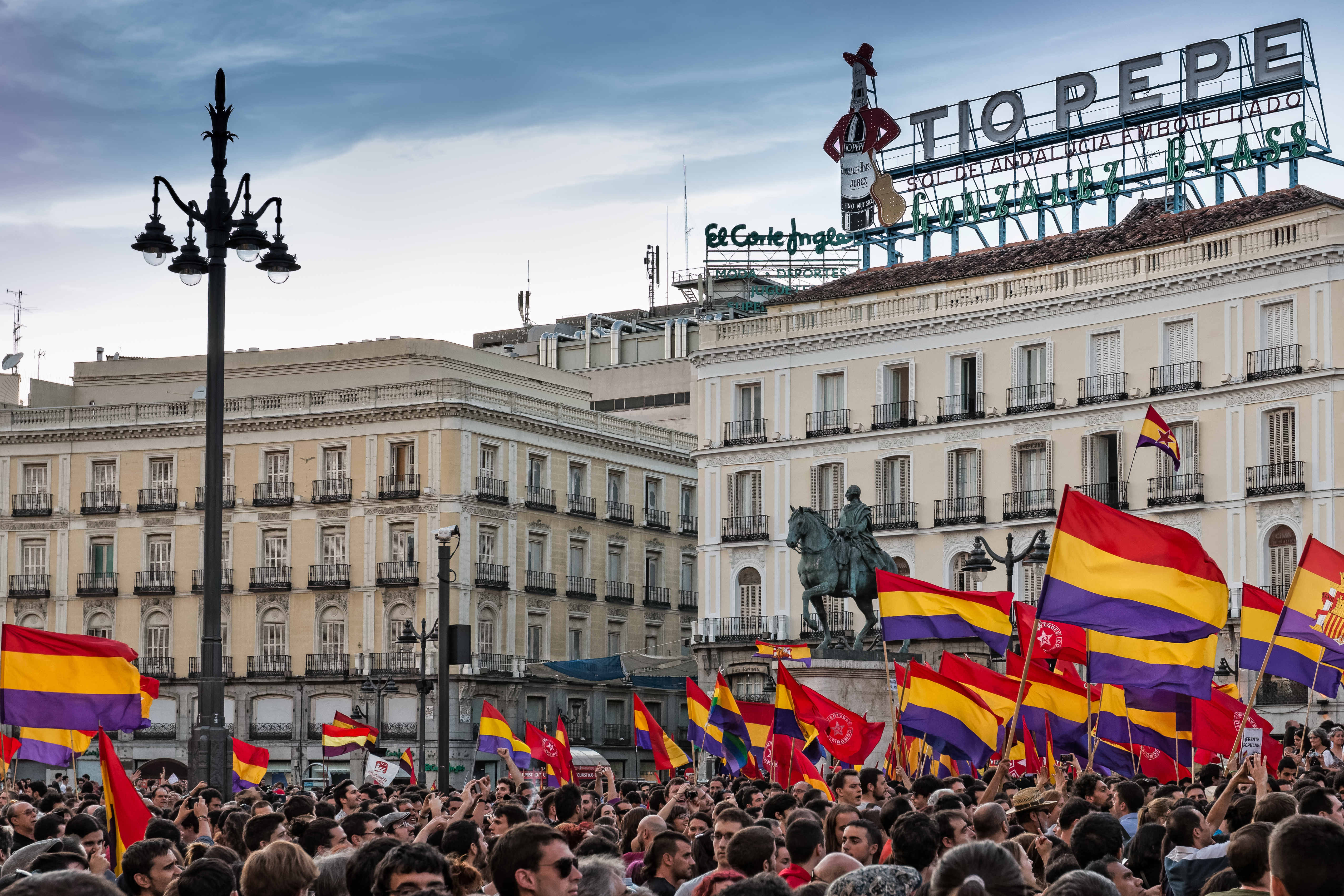
Manifestação pública por um referendo após a abdicação do Rei, na Porta do Sol, Madrid.

No mesmo dia da abdicação real de João Carlos, partidos políticos republicanos e de esquerda, como o Podemos, Esquerda Unida e Equo solicitaram publicamente a convocação de um referendo sobre a seleção de uma nova forma de governo ou a manutenção do sistema político de então. Alguns setores ligados ao PSOE também manifestaram-se a favor do referendo.
Ainda no mesmo dia, os partidos políticos, assim como movimentos sociais opostos à monarquia, organizaram protestos para reivindicar um referendo e até mesmo um processo constituinte. As manifestações espalharam-se por algumas outros cidades espanholas, porém sem incidentes. Segundo o jornal El Mundo, as manifestações possuíam um caráter mais festivo do que opositor. Na Catalunha, cujas manifestações foram impulsionadas principalmente pela Esquerda Republicana da Catalunha e Iniciativa pela Catalunha Verdes, manifestantes exibiam a bandeira catalã e pediam pela independência da região.
As manifestações em Madrid, ocorreram na Porta do Sol, sendo a mais numerosa com mais de 10 mil pessoas. As manifestações em Barcelona também foram numerosas, reunindo cerca de 5 mil pessoas. As cidades de Valência e Alicante também foram palco de grandes manifestações.